# 앰버 본딘
앰버 본딘(Amber Bondin, 1991년 5월 26일 ~ )은 몰타의 가수이다.